# Lilioideae
Die Lilioideae sind eine Unterfamilie in der Familie der Liliengewächse (Liliaceae) innerhalb der Einkeimblättrigen Pflanzen (Monokotyledonen). Sie ist mit etwa elf Gattungen und etwa 535 Arten in den gemäßigten Gebieten der Nordhalbkugel verbreitet, besonders in Ostasien und Nordamerika.

## Beschreibung

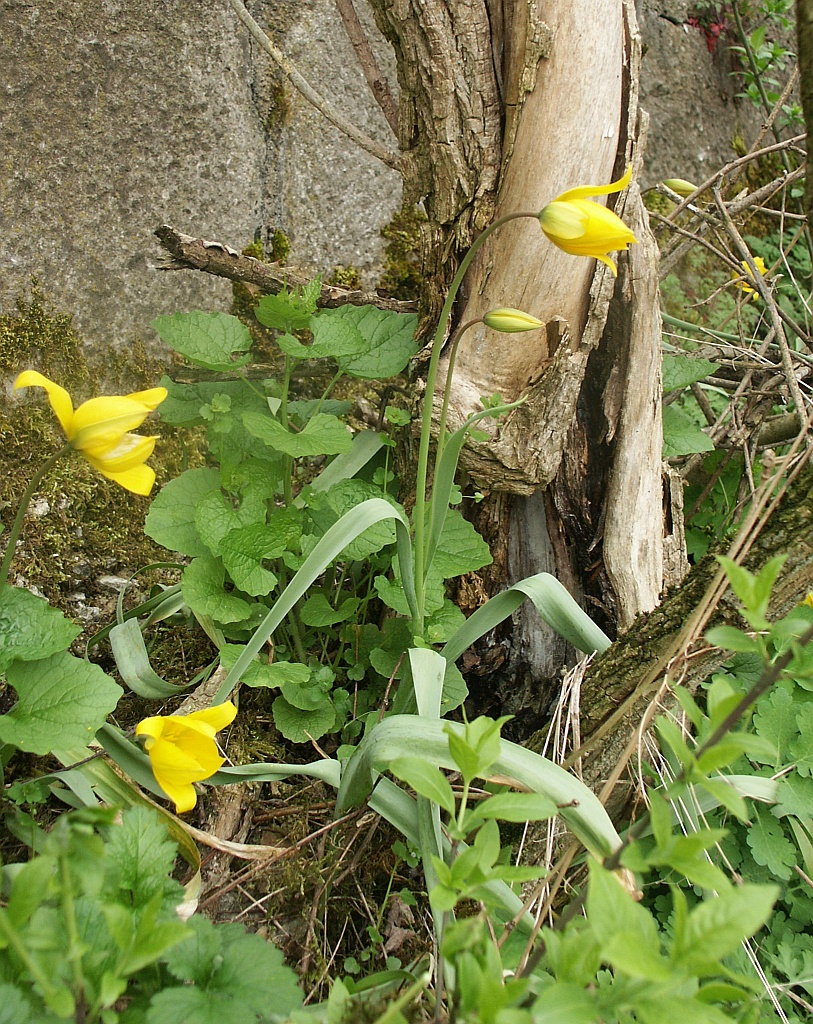
Wildtulpe (Tulipa sylvestris)

Mitglieder der Unterfamilie Lilioideae  sind in hohem Maße einheitlich und heben sich scharf von den übrigen Liliaceae ab. Sie sind immer ausdauernde krautige Pflanzen. Sie bilden als Überdauerungsorgane Zwiebeln, die nur aus einem geschlossenen Nährblatt, dem ersten Blatt der Nebenachse bestehen.
Der Griffel ist bei den Lilioideae einheitlich gebaut; er besteht aus einem dreistrahligen Griffelkanal, der sich an der Griffelbasis verengt. Allen echten Lilioideae fehlen Septalnektarien, die bei den anderen Liliaceae häufig sind. Dagegen besitzen sie Nektarien an der Basis der Blütenhüllblätter, die aber stark variieren können.
Sehr bezeichnend für die Lilioideae ist das Fehlen von Schlauchgefäßen und Raphidien.
Die Chromosomengrundzahl beträgt immer x = 12. Polyploidie kommt vor, Aneuploidie ist selten.

## Systematik und botanische Geschichte
Die Erythroniaceae, Fritillariaceae, Liriaceae und Tulipaceae waren früher eigenständige Familien, die Gattungen dieser Familien werden jetzt den Liliengewächsen in der Unterfamilie Lilioideae zugeordnet. Krause zählte 1930 nur die Gattungen Lilium, Nomocharis, Fritillaria, Tulipa, Erythronium, Lloydia und Calochortus zur Unterfamilie.
1937 stellte Franz Buxbaum die Gattungen Gagea und Giradiella (heute zu Lloydia gestellt) zur Unterfamilie, trennte aber Calochortus ab. Inzwischen war auch Notholirion als eigene Gattung anerkannt worden.
Buxbaum teilt die Unterfamilie in drei Tribus: Lloydieae (mit Gagea, Szechenya und Giradiella (beide heute Lloydia), und Lloydia), Tulipeae: (mit Erythronium, Eduardoregalia (heute Tulipa) und Tulipa) und Lilieae: (mit Korolkowia, Fritillaria, Notholirion, Cardiocrinum, Nomocharis und Lilium).
Die nächste Revision erfolgte durch Karl Schnarf in Der Umfang der Lilioideae im natürlichen System. In: Österreichische Botanische Zeitschrift. Band 95, Nr. 3, Springer, Wien September 1948.
Die ersten phylogenetischen Untersuchungen haben 2003 gezeigt, dass auch die Gattungen Medeola und Clintonia zur Unterfamilie Lilioideae eingeordnet werden müssen.
Es gibt eine neuere Gliederung mit zwei Tribus: Medeoleae Benth. (mit Medeola und Clintonia) und Lilieae Ritgen (mit den anderen Gattungen). Die Gliederung der Familie Liliaceae wird kontrovers diskutiert, beispielsweise mit einer Unterfamilie Medeoloideae im Umfang der Tribus Medeoleae.
Zur Unterfamilie Lilioideae Eaton gehören etwa elf Gattungen mit etwa 535 Arten:
- Riesenlilien (Cardiocrinum (Endl.) Lindl.): Die etwa drei Arten sind vom Himalaja bis Russlands Fernen Osten verbreitet.[6]
- Clintonia Raf. (Syn.: Hylocharis Regel & Tiling, Xeniatrum Salisb.): Die etwa fünf Arten auf der Nordhalbkugel im gemäßigten bis subtropischen Asien und in Nordamerika verbreitet.[6]
- Zahnlilien (Erythronium L., Syn.: Dens-canis Tourn. ex Rupp. nom. inval., Mithridatium Adans.):[6] Die etwa 27 Arten sind fast alle in gemäßigten Gebieten Nordamerikas verbreitet, nur eine kommt in Europa vor.
- Fritillaria L. (Syn.: Korolkowia Regel, Petilium Ludw., Imperialis Adans., Amblirion Raf., Rhinopetalum Fisch. ex D.Don, Baimo Raf., Corona Fisch. ex Graham, Melorima Raf., Eucrinum (Nutt.) Lindl., Theresia K.Koch, Tozzettia Parl., Liliorhiza Kellogg, Lyperia Salisb., Monocodon Salisb., Sarana Fisch. ex Baker, Ochrocodon Rydb.): Die etwa 140 Arten sind in den gemäßigten Gebieten der Nordhalbkugel verbreitet.[7][6]
- Gelbsterne (Gagea Salisb., Syn.: Lloydia Salisb. ex Rchb. nom. cons., Upoxis Adans., Rhabdocrinum Rchb., Ornithoxanthum Link, Nectarobothrium Ledeb., Cronyxium Raf., Hemierium Raf., Hornungia Bernh., Reggeria Raf., Bulbillaria Zucc., Plecostigma Turcz., Boissiera Haens. ex Willk., Solenarium Dulac, Szechenyia Kanitz, Giraldiella Dammer): Die etwa 200 Arten sind auf der Nordhalbkugel verbreitet.[6]
- Lilien (Lilium L., Syn.: Lirium Scop. nom. illeg., Martagon Wolf, Martagon (Rchb.) Opiz nom. illeg.): Die etwa 110 Arten sind auf der Nordhalbkugel verbreitet.[6]
- Medeola L. (Syn.: Gyromia Nutt.): Sie enthält nur eine Art:
  - Indianer-Schlangenwurzel (Medeola virginiana L.): Sie ist vom östlichen Kanada bis in den östlich-zentralen und östlichen USA verbreitet.[6]
- Notholirion Wall. ex Boiss.: Die etwa vier Arten sind vom östlichen Irak bis in den westlichen Iran und von Afghanistan bis Zentralasien verbreitet.[6]
- Tulpen (Tulipa L.): Manche Autoren gliedern eine Gattung Amana Honda aus.[6][8] Die etwa 150 Arten sind von Nordafrika über Europa bis Mittel- und Zentralasien verbreitet.